# Rasina (Estland)
Rasina is een plaats in de gemeente Põlva vald in de provincie Põlvamaa van Estland.  De plaats heeft de status van dorp (Estisch: küla) en telt 134 inwoners (2021).
Tot in oktober 2017 maakte de plaats deel uit van de gemeente Mooste. In die maand werd Mooste bij de gemeente Põlva vald gevoegd.
In de plaats staat de dikste wilg van Europa, de Rasina Remmelgas.